# Forces Armades de Mèxic
Les Forces Armades de Mèxic estan formades per tres institucions militars; l'Exèrcit de Mèxic, la Força Aèria de Mèxic, i l'Armada de Mèxic.
L'Exèrcit i la Força Aèria Nacionals tenen la missió de defensar la integritat, independència i sobirania de la nació mexicana; garantir la seguretat interior; auxiliar a la població en casos de necessitats públiques; dur a terme accions cíviques i obres socials que tendeixin al progrés del país; i en casos de desastre, presentar ajuda per al manteniment de l'ordre, auxili a les persones i els seus béns i la reconstrucció de zones afectades.
L'Armada de Mèxic té com a missió emprar el poder naval de la Federació per a la defensa exterior i coadjuvar en la seguretat interior del país. des del 21 de setembre de 1954 l'Armada Mexicana forma part de l'Organització Marítima Internacional, i es compromet a garantir l'adopció de mesures per a la salvaguarda de les persones que es trobin en perill a la mar.
Les Forces Armades de Mèxic es destaquen pel combat permanent contra el tràfic de narcòtics i en l'ajuda a la població civil durant els desastres naturals. Tots els ciutadans mexicans de gènere masculí tenen l'obligació legal de prestar un any de Servei militar obligatori en complir els 18 anys, que és la majoria d'edat a Mèxic. Aquest servei es fa mitjançant el sorteig dels reclutes, tanmateix, es pot ingressar voluntàriament a les Forces Armades des dels 16 anys, amb consentiment dels tutors legals. Hi ha dues agències governamentals que són: la Secretaría de la Defensa Nacional: i la Secretaría de Marina:

## Antecedents

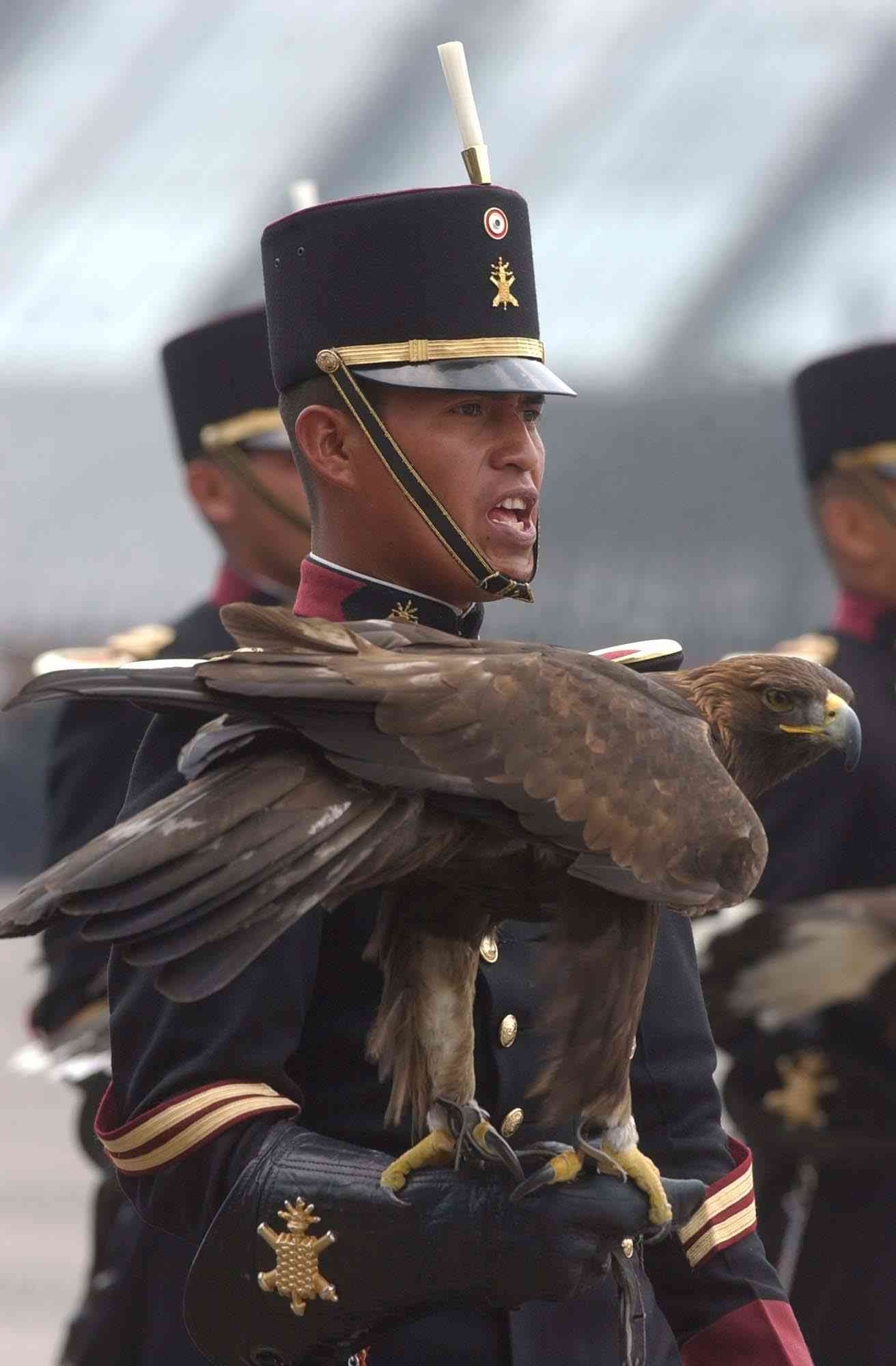
Cadet de l'Heroic Col·legi Militar de Mèxic.

Les Forces Armades de Mèxic sorgeixen en consumar-se la independència del país el 28 de setembre de 1821, l'endemà que l'Exèrcit de les Tres Garanties entra triomfant a la Ciutat de Mèxic. Al capdavant de les llavors forces armades imperials, tant de l'exèrcit i de l'armada, és nomenat com generalísimo i almirall Agustín de Iturbide. Aquest mateix any, per encapçalar ambdues forces militars, es crea la Secretaria de Guerra i Marina. Des de llavors els titulars del Poder Executiu han estat alhora els Comandants Suprems de les Forces Armades, els qui exercien el seu comandament a través del seu secretari de Guerra i Marina i actualment a través de la Secretaría de la Defensa Nacional i de la Secretaría de Marina.
Durant els següents 46 anys, de 1821 a 1867, les forces armades mexicanes, especialment l'Exèrcit Mexicà, seran protagonistes d'innombrable nombre de cops d'estat, aixecaments armats, motins, revolucions, guerres civils i guerres internacionals. Després de 1867, es viurà al país, a poc a poc, un trànsit cap a la pacificació del país. La pau acaba amb l'inici de la Revolució mexicana el 1910 i després de succeir-se diversos aixecaments postrevolucionarios, novament el país es pacifica cap a mitjan segle xx.
Durant la participació de Mèxic en la Segona Guerra Mundial, l'arma d'aviació de l'Exèrcit Mexicà és elevada al rang de força armada com la Força Aèria Mexicana, per configurar l'actual divisió tripartida de les Forces Armades de Mèxic.
Després de la Segona Guerra Mundial, les Forces Armades de Mèxic no han tingut cap enfrontament bèl·lic amb potència estrangera, enfocant-se solament en assumptes interns. Destaca formalment la participació de l'Exèrcit Mexicà i la Força Aèria a contenir a l'Exèrcit Zapatista d'Alliberament Nacional durant els primers dies de gener de 1994 i des de 2006 la participació de l'Exèrcit, l'Armada i la Força Aèria en la Guerra contra el narcotràfic a Mèxic. L'Exèrcit Mexicà també va participar com a braç repressor dels règims autoritaris mexicans, entre les accions dels quals destaca la matança d'estudiants en Tlatelolco el 2 d'octubre de 1968 i la persecució de guerrillers durant la dècada de 1970 en l'anomenada Guerra Bruta.

## Actualitat
Des del final de la Segona Guerra Mundial, no existeixen tropes mexicanes a l'estranger en missions militars. I donada la frontera comuna amb els Estats Units, no existeix cap amenaça bel·ligerant externa al país.
No obstant això, a manera de dissuasió, comparada amb altres exèrcits d'Amèrica Llatina, les Forces Armades de Mèxic són una de les més grans i a les quals major quantitat del producte intern brut es dedica, a últimes dates això s'ha vist incrementat, principalment per reforçar el combat al tràfic de drogues.

### Tropes permanents
Segons el tercer informe de govern presentat l'1 de setembre de 2009 pel president de Mèxic, a juny de 2009 les Forces Armades van comptar amb 254,705 elements (202,355 de l'Exèrcit i Força Aèria i 52,350 de l'Armada de Mèxic).
Mèxic explica pressupostat per 2010 unes Forces Armades integrades per 262,741 efectius, d'entre els quals l'Exèrcit i la Força Aèria, de manera conjunta, compta amb 206,013 efectius, i l'Armada compta amb 56,728 efectius. A més, col·laboren 1,776 civils a l'interior de les secretàries d'Estat, 848 en la Defensa Nacional i 928 en la Marina.
Segons càlculs de l'Agència Central d'Intel·ligència (CIA), el 2007 Mèxic podria mobilitzar a uns 38,257,000 elements a l'exèrcit, formats per tots els homes de 18 a 49 anys que legalment estan en edat militar i formarien part de les reserves de les Forces Armades, dels quals estarien en condicions de ser aptes per al servei militar 19,058,337 elements, i 1,063,233 elements en edat de servei militar cada any.

#### Participació femenina
Per tradició, les Forces Armades de Mèxic estaven compostes fonamentalment d'homes. L'accés a la dona estava restringit a l'antiquada fórmula de solament participar en les "activitats pròpies del seu sexe" en els unitats de serveis. Per això, en 1938 només se'ls va donar accés a l'Exèrcit a través de la creació de l'Escola Militar d'Infermeres. Seria fins a 1973 quan es va ampliar el seu ingrés a l'Escola Mèdic Militar i des de la seva fundació en 1976 l'Escola Militar d'Odontologia. En 2007 el president Felipe Calderón Hinojosa, pel principi d'equitat de gènere, va instruir a les forces armades d'admetre la plena incorporació de la dona a les seves files, obrint-se la seva participació a través de 17 dels 39 planters d'educació militar, entre ells el d'enginyer militar i pilots aviadors.
En 2006, d'entre els 191,000 membres de l'Exèrcit, tan sols 6,309 eren dones. Es va plantejar llavors que per 2012 s'aconseguiria la meta d'unes 8,920 dones. S'estima que en 2010 la xifra es va duplicar i s'aconsegueix una participació femenina d'unes 12,000. L'augment és tan significatiu que el 16 de setembre de 2009 les dones van marxar a l'avantguarda de la columna de la desfilada commemorativa de l'inici de la independència.

### Pressupost
El pressupost que s'assigna a les Forces Armades de Mèxic s'exerceix a través de les secretaries de la Defensa Nacional i de la Marina. Per a l'exercici de 2010 es van assignar 46,061 milions de pesos per a operacions militars i infraestructura estratègia militar més 13,563 milions de pesos per altres funcions no operacionals d'ambdues secretàries com a justícia militar, serveis socials, administratius, entre d'altres. De l'assignat per a operacions, l'Exèrcit i la Força Aèria en el seu conjunt ocupen 33,991 milions de pesos i l'Armada 12,070 milions de pesos.

## Organització Operativa

### Nivells de Comandament de l'Exèrcit, Força Aèria i Armada
Es conformen una organització que realitza les seves operacions mitjançant una estructura jeràrquica que comprèn els següents nivells de comandament:
- Comandament Suprem;
- Alt Comandament de l'Exèrcit i Força Aèria Mexicans;
- Alt Comandament de l'Armada de Mèxic;

Comandaments de l'Exèrcit i Força Aèria:
- Comandaments Superiors;
- Comandaments Territorials; i
- Comandaments d'Unitats.

Comandaments de l'Armada de Mèxic:
- Comandaments Superiors en Cap;
- Comandaments Superiors, i
- Comandaments Subordinats.

Comandament Suprem
El Comandament Suprem, correspon al President de la República, qui l'exerceix per si mateix o a través del Secretari de la Defensa Nacional i del Secretari de Marina-Armada de Mèxic; per a l'efecte, durant el seu mandat se li denominarà Comandant Suprem de les Forces Armades.
Alt Comandament
L'Alt Comandament de l'Exèrcit i Força Aèria ho exercirà el Secretari de la Defensa Nacional, el qual serà un General de Divisió de l'Exèrcit, i per al compliment de les funcions, la Secretaria de la Defensa Nacional es constitueix en
Caserna General Superior de l'Exèrcit i Força Aèria. L'Alt Comandament de l'Armada de Mèxic és exercit pel Secretari de Marina, la seva pròpia Caserna General de l'Alt Comandament; El Sotssecretari i l'Oficial Major, són auxiliars immediats de l'Alt Comandament. L'Alt Comandament de l'Exèrcit i Força Aèria, per al compliment de les seves funcions, comptarà amb els següents òrgans:
- Estat Major de la Defensa Nacional;
- Inspecció i Contraloría General de l'Exèrcit i Força Aèria;
- Òrgans del Fur de Guerra; i
- Direccions generals de la Secretaria de la Defensa Nacional.

L'Alt Comandament de l'Armada de Mèxic per al compliment de les seves atribucions, comptarà amb:
- Estat Major General de l'Armada;
- Forces navals;
- Regions, zones i sectors navals;
- Òrgans col·legiats;
- Òrgans de disciplina i Junta Naval;
- Establiments, i
- Unitats operatives.

Comandaments Superiors
Els Comandaments Superiors, segons la seva funció, es divideixen en Operatius i de Servei.
Els Comandaments Superiors Operatius recauran en:
- El Comandant de la Força Aèria;
- En els Comandants de Regions Militars;
- En els Comandants de Zones Militars;
- En els Comandants de les Grans Unitats Terrestres o Aèries;
- En els Comandants de les Unitats conjuntes o combinades; i
- En els Comandants de les Unitats Circumstancials que l'Alt Comandament determini implementar.

Els Comandaments Superiors dels Serveis recauen en els Comandants dels
Agrupaments Logístics i Administratius i seran exercits per Generals procedents d'Arma o Servei. A través dels Comandaments Superiors dels Serveis, el Secretari de la Defensa Nacional ordenarà lasacciones logístiques per satisfer les necessitats que reclama l'operació de l'Exèrcit i Força Aèria.
Comandaments Superiors en Cap de l'Armada són:
- Comandants de les Forces Navals
- Comandants de Regions Navals
- Caserna General de l'Alt Comandament

Comandaments Superiors de l'Armada:
- Comandants de la Zones Navals

Comandaments Territorials
Exercito: Regions, Zones i Guarnicions Militars;
Força Aèria: Regions Aèries, Bases Aèries i Estacions Aèries Militars;
Armada: Regions, Zona, Sectors i Subsectors Navals
Comandaments d'Unitats de l'Exèrcit i Força Aèria, organismes constituïts per tropes de l'Exèrcit i Força Aèria, estructurats internament en dues o més graons, equipats i ensinistrats per complir missions operatives en el combat i que funcionen essencialment sota normes tàctiques en el compliment de les seves missions, reben el nom d'Unitats. Les Unitats de l'Exèrcit i Força Aèria, poden ser d'Arma, Vol o de Servei. Els Comandaments Operatius de qualsevol nivell jeràrquic seran exercits per militars d'Arma o Pilots Aviadors, segons correspongui. Als militars de Servei correspon el Comandament de les Unitats que formen part dels serveis de l'Exèrcit i Força Aèria i quedaran subordinats al Comandant de la Unitat o Dependència a la qual hagin estat assignats orgànicament o en reforç. En les Unitats de combat constituïdes per elements de les Armes i Serveis, el Comandament i la successió d'aquest, correspondrà als militars d'Arma, igual norma s'aplicarà en les organitzacions aèries, respecte als Pilots Aviadors.
Comandaments Subordinats de l'Armada
- Comandàncies de Sectors Navals
- Flotilles
- Esquadrilles
- Unitats de Superfície
- Unitats Aeronavals
- Batallons d'Infanteria de Marina
- i uns altres que designi l'Alt Comandament.

### L'Exèrcit
L'Exèrcit Mexicà es compon d'Unitats organitzades i ensinistrades per a les operacions militars terrestres i està constituït per armes i serveis. Les Armes són els components de l'Exèrcit Mexicà la missió principal del qual és el combat, el que serà executat per cadascuna d'elles en funció de com combinin l'armament, la forma preponderant de desplaçar-se, el seu poder de xoc i forma de treball. Les Armes de l'Exèrcit s'organitzen en Petites i Grans Unitats. Les petites Unitats es constitueixen amb comandament i òrgans de comandament, elements o unitats d'una sola Arma i dels serveis que li siguin necessaris segons com pertocarà. Les petites Unitats són Esquadres; Escamots; Seccions; Companyies, Esquadrons o Bateries; Grups; i Batallons o Regiments. El Manual d'Operacions de Campanya defineix cadascun així:

#### Petites Unitats
- Esquadra, que normalment és l'equip mínim i indivisible de combat o de treball. S'integra amb efectius de 3 o més elements. El seu comandant és un Cap.
- Escamot, que es compon de dos o més esquadres sota un comandament, constitueix l'element mínim de combat de suport. S'integra amb efectius de 10 o més elements. El seu comandament és un Sergent 2º.
- Secció, composta per dues o més escamots sota un comandament, disposa d'un petit grup de comando, és la mínima unitat en què la maniobra tàctica pot materialitzar-se en forma completa en ser capaç de combinar l'acció de diversos escamots similars o heterogenis per al compliment d'una missió. S'integra amb efectius de 30 o més elements. El seu comandament és un Tinent o un Sotstinent.
- Companyia en infanteria, cossos especials, enginyers i serveis; l'Esquadró, en cavalleria, unitats blindades i de reconeixement i la Bateria, en Artilleria. Aquestes tres unitats de diferent denominació, però del mateix nivell orgànic, es componen de dos o més seccions sota un comandant que disposa d'un grup de comando. Són les unitats mínimes administratives i constitueixen l'element bàsic de combat o de servei, dins de les seves respectives armes o serveis. S'integra amb efectius de 100 o més elements. El seu comandament és un Capità 1º o un Capità 2º, un Sergent 1º és ajudant de Companyia.
- Batalló, és la unitat tàctica bàsica, organitzat a força de diverses companyies o bateries, més tots els serveis indispensables per complir les seves missions normals per si mateix. El comandament del batalló disposa d'un grup de comando tipus estat major. Representen la màxima unitat en les seves respectives armes o serveis, quan en aquestes no existeixen regiments. Es diu Regiment, en Cavalleria, Artilleria i Blindades de Reconeixement, a una unitat que respon característiques descrites per al batalló.
- Grup és una unitat menor que el batalló però d'igual nivell administratiu, que disposa de dues companyies, esquadrons o bateries, segons l'arma o servei al fet que pertanyi. S'integra amb efectius de 600 o més elements. El seu comandament és un Coronel i un Tinent Coronel és Segon Comandant.
- Regiment, quan existeix aquest graó, és la màxima unitat d'una mateixa arma o servei; està compost de dos o més batallons o grups, més un grup de comando tipus estat major i els serveis necessaris per a les seves necessitats operatives.
- Brigada Divisionària, unitat de tipus regimental, o sigui, constituïda amb dos o més batallons de maniobra sota una caserna general, més els elements de suport necessaris per complir les seves missions. Forma part orgànica de les divisions i constitueix en elles l'element bàsic per a maniobra. Equival a una petita unitat del màxim nivell.

#### Grans Unitats
Les Grans Unitats, són conjunts orgànics de tropes de les diverses armes i serveis, sota un comandament auxiliat per un estat major, les grans unitats es classifiquen al seu torn en grans unitats elementals i grans unitats superiors.
Grans Unitats Elementals. Les d'organització i existència permanent; subjectes a plantilla orgànica, que sota una caserna general agrupa a un cert nombre de petites unitats de combat de les diverses armes i de suport als diversos serveis. Les Grans Unitats Elementals són les Brigades Independents i les Divisions; en tots dos casos reben la denominació de l'arma del nucli combatent preponderant, per la qual cosa poden cridar-se d'Infanteria, de Cavalleria, Blindades, de tropes aerotransportades, o de qualsevol tipus que actuïn per la maniobra. Però això no significa que dites grans unitats elementals han de ser considerades com a unitats de l'arma o cos combatents que els dona el nom, ja que són en tot caso unitats de l'arma combinades.
- La Divisió. És la gran unitat elemental per excel·lència. Es constitueix a força d'una caserna general i de brigades divisionàries, més les unitats de suport de foc, i unitats de servei necessàries per garantir les exigències de la vida i combat de la gran unitat.
- La Brigada Independent. És la gran unitat elemental que sota una caserna general, agrupa un nombre variable de batallons (o unitats del mateix nivell), com a força de maniobra; disposa a més d'un batalló d'artilleria, tropes d'enginyers i dels diversos serveis en quantitat i tipus necessaris per satisfer les necessitats de suport dels seus elements orgànics i de reforç que és susceptible de rebre per incrementar les seves capacitats de combat.

Grans Unitats Superiors. Les que sota una caserna general comuna, agrupen dues o més grans unitats elementals o bé dues o més grans unitats superiors de menor nivell. Les Grans Unitats Superiors no responen a plantilla orgànica definida i es creen per a la guerra. Es denominen:
- Cos d'Exèrcit. És la Gran Unitat Superior que agrupa dues o més Divisions, del mateix o diferent tipus; també es denomina Cos d'Exèrcit a la integració, sota una caserna general, de dues o més Brigades Independents iguals o diverses entre si; poden així mateix, haver-hi Cossos d'Exèrcit que agrupin Divisions i Brigades Independents que ho integren, ha de disposar d'elements no integrats en divisions consistents en unitats de suport de combat i de serveis.(Primer Cos d'Exercit).
- Exèrcit en operacions. Dos o més Cossos d'Exèrcit.
- Grup d'Exèrcits. Dos o més Exèrcits en Operacions

#### Comandaments Territorials
Comandament Territorial és l'autoritat militar que s'exerceix sobre els organismes de l'Exèrcit i de la Força Aèria, jurisdiccionals en una porció del territori nacional, en la qual administra i desenvolupa activitats militars i de suport interinstitucional, en els nivells estratègic, operatiu i tàctic.
Són Comandaments Territorials els Comandants de:
I.	Regió;
II.	Zona;
III.	Regió Aèria;
IV.	Base Aèria;
V.	Guarnició, i
VI.	Uns altres que determini l'Alt Comandament.
Regió Militar és aquella porció del territori nacional que, atenent a necessitats de seguretat interior i defensa exterior de la Federació, així com a factors d'índole polític, econòmic, social, geogràfic i militar, abasta una o més zones contigües i almenys una entitat federativa.
Comandament de Regió és l'autoritat militar que exerceix el Comandant de la mateixa sobre els organismes de l'Exèrcit i Força Aèria, per a aquesta última en els aspectes administratius i disciplinaris, jurisdiccionados en una porció del territori nacional, en la qual es desenvolupen diverses accions de caràcter operatiu i administratiu en compliment a les lleis, reglaments i directives girades per la Secretaria.
Les Casernes Generals de les Regions estan constituïts de conformitat amb la plantilla orgànica corresponent, com segueix:
- Comandància;
- Estat Major:
- Prefectura;
- Subjefatura Operativa;
- Subjefatura Administrativa, i
- Cinc Seccions;
- Prefectura Regional d'Intel·ligència;
- Prefectura Regional d'Ensinistrament;
- Prefectura dels Serveis Regionals integrada amb les Prefectures Regionals dels Serveis de:
  - Enginyers;
  - Administració i Intendència;
  - Materials de Guerra;
  - Sanitat;
  - Transmissions;
  - Transports;
  - Informàtica, i
  - Unes altres que es determinin;
- Prefectura Regional d'Arxiu;
- Prefectura Regional de les Unitats Executores de Pagament;
- Tropes de la Caserna General;
- Unitat Executora de Pagament;
- Coordinació Aèria;
- Agència del Ministeri Públic Militar adscrita a la Regió;
- Defensoría d'Ofici Militar adscrita a la Regió, i
- Assessoria Jurídica.

Zona Militar és aquella porció de la Regió que, atenent a necessitats de seguretat interior i a factors d'índole polític, econòmic, social, geogràfic i militar, abasta una entitat federativa, part d'ella o porcions d'entitats limítrofes.
Cada Zona s'integra amb:
- Caserna General;
- Sectors i Subsectors Militars, i
- Organismes de l'Exèrcit i Força Aèria.

Les Casernes Generals de les Zones estan constituïts de conformitat amb la plantilla orgànica corresponent, com segueix:
- Comandància;
- Estat Major:
- Prefectura;
- Subjefatura, i
- Cinc Seccions;
- Tropes de la Caserna General;
- Unitat Executora de Pagament, i
- Agència del Ministeri Públic Militar adscrita a la Zona.

Les Guarnicions Militars són organismes operatius i administratius que es troben jurisdiccionades i subordinades a una Zona, a les places la importància tàctica de les quals o estratègica requereixen la presència militar per al comandament, control i coordinació d'activitats militars i el Servei Militar de Plaça.
La Guarnició s'organitza amb:
I. Comandància;
II. Major d'Ordres;
III. Secció Tècnica;
IV. Secció Administrativa;
V. Tropes de Guarnició, i
VI. Agència del Ministeri Públic Militar adscrita.

#### Armes i Serveis
| Arma                                               | Insígnia | Color       | Descripció |
| -------------------------------------------------- | --- | ----------- | --- |
| Infanteria                                         | Perfil de dos armes tipus mosquetó creuades amb la cantonera cap avall, sense marrazo, ni porta mosquetó, amb una corneta en posició vertical al centre amb el pavelló cap avall, les armes passen per l'interior del tudel. | Vermell     | 110 Batallons d'Infanteria, 1 Batalló d'Infanteria d'Assalt, 24 Companyies d'Infanteria No Enquadrades, 3 Brigades d'Infanteria Lleugera, 3 Brigades d'Infanteria Independent i 1 Brigada d'Infanteria de Guàrdies Presidencials. |
| Cavalleria                                         | Perfil de dos sabres desembeinats i croats amb les puntes cap amunt, amb un casc alemany antic en l'encreuament. | Blau Hússar | 25 Regiments de Cavalleria Motoritzada, 1 Esquadró de Cavalleria d'Honors |
| Artilleria                                         | Perfil de dos canons creuats amb les boques cap amunt i al centre a dalt de l'encreuament una magrana amb flama. | Carmesí     | 9 Regiments d'Artilleria (Obúses), 8 Grups de Morters de 81mm, 6 Grups de Canons de 105mm sense retrocés i 1 Bateria d'Honors. |
| Arma Blindada                                      | Dos sabres embeinats croats, al centre un tanc vist en posició de tres cambres. | Gris Acer   | 9 Regiments Blindats de Reconeixement i 8 Regiments Mecanitzats en 4 Brigades Blindades. |
| Enginyers de Combat, servei d'Enginyers i Sapadors | Representat per una torre d'Albarrana. | Blau Cobalt | 1 Brigada d'Enginyers de Combat, 1 Batalló d'Enginyers de Combat, Companyia d'Enginyers de Guàrdies Presidencials |
| Força Aèria                                        | | Violeta     | 2 Ales, 5 Grups Aeris, 1 Grup de Trasnporte Presidencial, 25 Esquadrons Aeris |

| Servei                      | Insígnia | Color        | Descripció |
| --------------------------- | --- | ------------ | --- |
| Administració i Intendència | Una arma tipus mosquetó sense marrazo ni porta mosquetó i un sabre embeinat amb la punta cap amunt creuats i sota l'encreuament un sol. | Cafè         | Estan representats el mosquetó arma bàsica de la infanteria i el sabre de la cavalleria, la qual cosa significa la flexibilitat d'aquest servei per adaptar-se a les necessitats de les armes i el sol els dona la llum. |
| Esport i Educació Física    | | Cafè         | Agrupaments esportius |
| Sanitat                     | Un escurçó enrotllat en un feix de vares i sobre est un mirall ovalat | Groc         | La serp simbolitza la malaltia, el mirall la saviesa i el feix de vares la unió de les diferents Armes i Serveis de l'Exèrcit. |
| Transmissions               | Dues banderoles desplegades croades amb un raig vertical en l'encreuament amb la punta cap avall. | Blau Prússia | Les banderoles corresponen a les utilitzades pels antics senyaladors en les seves comunicacions òptiques, el raig és la velocitat que materialitza l'enllaç físic, així com l'energia elèctrica base de les telecomunicacions contemporànies.                                                                                     |
| Materials de Guerra         | Una magrana flamígera | Vermell Maó  | Un cistell sobre una torxa amb flama i cinc rajos en la part superior de la torxa, sobre el cistell un teodolit de perfil amb l'ocular a l'esquerra i un trípode desplegat, en el centre del qual va una càmera fotogramètrica de front. Les flames representen desig d'adquirir glòria, buscant accions per combatre amb cremor. |
| Transports                  | Perfil d'una llanda de vehicle militar i al centre una “T” | Taronja      | Un Batalló per a Regió Militar i Cos de l'Exèrcit |
| Cartografia                 | Un cistell sobre una torxa amb flama i cinc rajos en la part superior de la torxa, sobre el cistell un teodolit de perfil amb l'ocular a l'esquerra i un trípode desplegat, en el centre del qual va una càmera fotogramétrica de front.                                                                   | Blau cel     | Dues ales obertes parteixen del terç superior del cistell, una a cada costat. El cistell representa la defensa, la torxa la saviesa, la flama la glòria, els rajos les virtuts militars i les ales la rapidesa del servei. |
| Veterinària i Remota        | Un ceptre en la part central amb la punta cap avall, dues serps enrotllades al centre amb 8 voltes tocant el ceptre amb la boca; porta una lletra “V” el vèrtex de la qual és el punt de l'encreuament de la cinquena volta. Entre els caps i l'empunyadura surten de la grandària proporcional a l'escut. | Blau Hússar  | El ceptre significa dignitat; la serp malaltia; la “V” veterinària i les ales rapidesa per atendre. |
| Informàtica                 | Dues cintes magnètiques amb el mapa de Mèxic al centre. | Beix         | Direcció general d'Informàtica |
| Justícia Militar            | | Verd Maragda | Direcció general de Justícia Militar; Tribunal Superior de Justícia Militar; Procuraduria General de Justícia Militar; Policia Judicial Militar; Cos de Defensors d'Ofici. |
| Arxiu i Historía            | | Beix         | Direcció general d'Arxiu i Historía |
| Estat Major                 | Torxa amb flama i cinc rajos en la part central i superior sobreposat al mànec de la torxa un casc de coracer de que la seva carrillera pengen dos sabres creuats desembeinats partint del casc una ala desplegada a cada costat.                                                                          | Carmesí      | Els rajos simbolitzen l'activitat guerrera així com les virtuts militars; la torxa la saviesa; les ales la rapidesa; el casc la protecció i els sabres, l'arma defensiva dels guerrers. |

| Cos                    | Insígnia | Color              | Descripció |                                                                |
| ---------------------- | --- | ------------------ | --- | -------------------------------------------------------------- |
| Policia Militar        | Consisteix en dos macahuitles creuats (macanas). Al centre en posició vertical un carcaj o aljaba del que sobresurten la part posterior de cinc mitles (fletxes).                                                   | Verda Maragda      | Cos de Policia Militar: 3 Brigades de Policia (més una de Guàrdies Presidencials) amb 3 Batallons de PM i un Batalló d'Operacions especiales cadascuna i Seccions de PM.                             |                                                                |
| Guàrdies Presidencials | Un estel amb vuit puntes amb un cercle interior amb l'escut nacional. L'àguila significa sobirania, la qual és protegida per un sol que representa als guerrers asteques que combatien contra les forces enemigues. | Vermell Carmesí    | Brigada d'Infanteria, Brigada de Policia Militar, Brigada Logística, Batalló d'Enginyers de Combat, Esquadró de Cavalleria d'Honors, Bateria d'Artilleria d'Honors, Banda de Música Milirar          |                                                                |
| Aerotropas             | Un paracaigudes platejat i a cada costat un ala de color daurat | Violeta            | Brigada de Fusileros Paracaigudistes |                                                                |
| Música Militar         | Una lira, instrument musical que simbolitza la concòrdia i l'amor | Gris Perla         | Bandes de Música Militar per a Regió, Zona Militar i Grans Unitats. |                                                                |
| Forces Especials       | | Vermell            | Cos de Forces Especials: 3 Brigades de Forces Especials; Força d'Intervenció Ràpida, Grups Amfibis de Forces Especials, Grups Aeromòbils de Forces Especials, Forces Especials de l'Alt Comandament. |                                                                |
| Defenses Rurals        | | Vermell Infanteria | Blau Hússar Cavalleria | Cossos d'Infanteria o de Cavalleria de Grandària de Companyies |

Els Serveis d'Especialitat
En els Organismes els serveis d'especialitat tenen per objecte satisfer les necessitats de vida i operació dels comandaments i els seus auxiliars, així com de les tropes de combat, mitjançant l'acompliment de tota classe d'activitats administratives d'acord amb la seva especialitat.
El Servei de Sanitat té per objecte atendre tots els assumptes relacionats amb la salut dels militars i pensionats i els seus drethavents; així com la dels animals de l'Organisme. Comprèn l'atenció mèdica, odontològica i veterinària. Per al compliment de les seves funcions el servei d'enginyers estarà organitzat en: (1) Prefectures Regionals, (2) Hospitals de Zona, Hospitals Regionals, Clíniques, (3) Companyies, (4) Seccions, (5) Escamots, (6) Esquadres d'Evacuació, de Rescat i de Primers Auxilis, i
Ⅶ. Cèl·lules.
El Servei d'Enginyers és un servei tècnic que té per objecte la planificació, construcció, conservació i demolició de les obres militars en els Organismes, amb la finalitat de proporcionar a les tropes comoditat, seguretat, higiene i funcionalitat. Per al compliment de les seves funcions el servei d'enginyers estarà organitzat en: (1) Prefectures Regionals, (2) Residències d'Enginyers, (3) Brigades, (4) Batallons, (5) Companyies, (5) Seccions, i, (6) Escamots.
El Servei de Transmissions s'encarregarà de proporcionar l'enllaç i comunicació entre els comandaments de tots els nivells en els Organismes, així com per a la transmissió d'ordres i l'intercanvi d'informació entre aquests. Per al compliment de les seves funcions el servei de transmissions estarà organitzat en: (1) Batallons de diverses especialitats, (2) Companyies, (3) Seccions, (4) Escamots, (5) Esquadres, i (5) Equips o Cèl·lules del servei.
El Servei de Transports és un servei tècnic que té per objecte organitzar i controlar tota classe de mitjans i activitats relacionades amb el transport militar i amb el manteniment de vehicles i materials connexos dels Organismes, així com el proveïment de recanvis, combustibles i lubrificants. Per al compliment de les seves funcions el servei de transports estarà organitzat en: (1) Batallons, (2) Seccions, (3) Escamots, (4) Amb personal del servei enquadrat en algun Organisme, i (5) Tallers de reparació de vehicles.
El Servei de Materials de Guerra és un servei tècnic que té per objecte atendre els assumptes relacionats amb el proveïment, manteniment, evacuació, recuperació, conservació, seguretat i control del material de guerra dels Organismes. Es consideren materials de guerra a l'armament, municions, bombes, explosius, enginys i vehicles de combat, així com els seus recanvis i accessoris necessaris per al bon funcionament. Per al compliment de les seves funcions el servei de materials de guerra s'organitzarà en: (1) Batallons, (2) Companyies, (3) Seccions, (4) Escamots, (5) Esquadres, i (6) Equips o Cèl·lules del servei.
El Servei d'Intendència és un servei tècnic de proveïment, evacuació i manteniment que té com a finalitat, proporcionar a les tropes dels Organismes en tot temps i situació, queviures, vestuari, equip, mobiliari i materials, així com organitzar i desenvolupar activitats connexes. Per al compliment de les seves funcions el servei d'intendència s'organitzarà en: (1) Companyies, (2) Seccions, (3) Escamots, i (4) Esquadres.
El Servei d'Administració és un servei administratiu que té per objecte mantenir el control, registre i coordinació d'assumptes administratius, de personal, financers, comptables, pressupostàries, de pagament, així com l'administració dels inventaris en els Organismes de l'Exèrcit i Força Aèria. En els Organismes la funció administrativa és responsabilitat del Cap de l'oficina administrativa o qui faci les seves vegades i la funció de pagament recau en el Cap de la Unitat Executora de Pagament.
El Servei d'Informàtica té per objecte l'ocupació i desenvolupament de les tecnologies de la informació en els Organismes. El servei d'informàtica dependrà tècnica i administrativament de la Direcció general d'Informàtica, i operativa i disciplinàriament de l'Organisme on es troba enquadrat. Per al compliment de les seves funcions el servei d'informàtica estarà organitzat en (1) Prefectures Regionals, (2) Laboratoris i Tallers de disseny i manteniment, i (3) Equips, esquadres i cèl·lules del servei, amb recursos humans i materials, concordes amb la magnitud de l'Organisme al qual pertanyin.

### La Força Aèria
La Força Aèria Mexicana es compon d'Unitats organitzades, equipades i ensinistrades per a les operacions militars aèries i està constituïda per: Comandància de la Força Aèria, Estat Major Aeri, Unitats de Vol, Tropes Terrestres de la Força Aèria i Serveis.
Les Unitats de Vol són els components de la Força Aèria, la missió principal de la qual és el combat Aeri i les operacions connexes, i que actuen en la forma peculiar que els imposa
la missió i el material de vol que estan dotades.
Les unitats de vol es classifiquen en petites i grans unitats i es constitueixen amb comandament, òrgans de comandament, unitats d'un o diversos tipus de material de vol i dels serveis
que els siguin necessaris.
I. Les Petites Unitats de vol són les Esquadrilles i els Esquadrons.
II. Les Grans Unitats de vol són els Grups, les Ales i les Divisions.
S'organitzaran a més unitats de cerca i rescat, dotades del material aeri apropiat per realitzar les activitats de localització, troballa i tornada a la seguretat, tant de les persones víctimes de les operacions i d'accidents aeris o una altra classe de desastre, com dels objectes que per la seva naturalesa el ameriten.
Les tropes terrestres de la Força Aèria són petites unitats d'arma i es constitueixen amb comandament, òrgans de comandament, unitats i els serveis que siguin necessaris, i comprenen
esquadres, escamots, seccions, companyies i batallons. Estaran destinades fonamentalment a activitats de protecció d'instal·lacions aèries.
Els Serveis són components de l'Exèrcit i Força Aèria, que tenen com a missió principal, satisfer necessitats de vida i operació, per mitjà del suport administratiu i logístic formant unitats organitzades, equipades i ensinistrades per al desenvolupament d'aquestes activitats. Els Serveis queden constituïts per òrgans d'adreça i òrgans d'execució.
- El Servei Meteorològic tindrà al seu càrrec proporcionar a l'Exèrcit i Força Aèria, la informació Meteorològica, així com el resultat dels estudis sobre la matèria que requereixin. Aquestes activitats podran coordinar-se amb les d'altres organismes oficials semblants, a més realitzarà la recepció, proveïment, instal·lació, operació i manteniment del material del Servei. El Servei Meteorològic, operarà sota la supervisió de la Comandància de la Força Aèria i el seu Director serà un General pertanyent a aquest servei.
- El Servei de Control de Vol, tindrà al seu càrrec, despatxar i coordinar els vols de les aeronaus de l'Exèrcit i Força Aèria, així com establir les mesures tècniques que garanteixin la seguretat del vol. Aquestes activitats podran coordinar-se amb les d'altres òrgans oficials semblants. Quan així calgui, constituirà part de la infraestructura del sistema de control d'operacions de defensa aèria i de suport Aeri-Tàctic. El Servei de Control de Vol, operarà sota la supervisió de la Comandància de la Força Aèria i el seu Director serà un General Pilot Aviador.
- El Servei del Material Aeri tindrà al seu càrrec, el proveïment i manteniment del material de vol i d'aquell altre que li és característic, i a més realitzarà les activitats següents:

I. Dissenyar, fabricar, rebre, emmagatzemar, mantenir, evacuar i recuperar el material de vol, així com aquell altre característic de la Força Aèria i el del propi Servei; i
II. Rebre, manejar, emmagatzemar i distribuir els combustibles i lubrificants de la Força Aèria.
| Formació          | Composició           | Nombre Total                                             |
| ----------------- | -------------------- | -------------------------------------------------------- |
| Element Aeri      | 1 o 2 aparells aeris |                                                          |
| Esquadrilla Aèria | 2 a 4 Elements       | Dues Esquadrilles Independents                           |
| Esquadró Aeri     | 2 a 4 Esquadrilles   | 26 Esquadrons                                            |
| Grup Aeri         | 2 a 6 Esquadrons     | 5 Grups Aeris i un Grup de Transports Presidencials      |
| Ala               | 2 o més Grups Aeris  | Una Ala de Combat i una Ala de Reconeixement i Transport |
| Divisió Aèria     | 2 o més Ales         | No aplica                                                |

### L'Armada
Forces Navals
Les forces navals són el conjunt organitzat de dones i homes, bucs, aeronaus i unitats d'infanteria de marina capacitats per salvaguardar els interessos marítims, conforme a les prescripcions de la Constitució Política dels Estats Units Mexicans. Les forces navals s'organitzen, ensinistren i operen amb: forces de superfície, de reacció amfíbia i especials, així com amb unitats aeronavals, submarines, antisubmarines de minat, de contraminat i de vigilància marítima, mateixes que rebran suport logístic necessari per conducte de les direccions generals de la Secretaria de Marina, així com de les regions i els seus establiments.
- Força Naval del Golf
- Força Naval del Pacífic

Forces de Tasca
Les forces de tasca són unitats orgàniques operatives que es constitueixen en forma temporal, amb els mitjans necessaris per complir una missió específica; el Comandament d'aquestes serà designat per l'Alt Comandament.
Regions Navals
Les regions navals són àrees geoestratègiques que agrupen a zones, sectors, subsectors i posts navals. Seran determinades pel Comandament Suprem. Existirà la Regió Naval Central, a la ciutat de Mèxic, mateixa que s'integrarà amb les unitats operatives i amb establiments navals a l'àrea metropolitana. Tenir al seu càrrec la concepció, preparació i conducció de les operacions navals per a la defensa marítima del territori a la seva àrea jurisdiccional.
Els comandaments de les regions seran de la categoria d'Almirall i estaran subordinats directament a l'Alt Comandament.
Zones Navals
Les zones navals són les àrees geogràfic-marítimes determinades pel Comandament Suprem, que agrupen a sectors, subsectors i posts navals, forces adscrites, incorporades i destacades, així com unitats i establiments que es troben dins de la seva jurisdicció.
Tenen al seu càrrec la concepció, preparació, conducció i suport logístic de les operacions navals a la seva àrea de responsabilitat.
Sectors Navals
Els sectors navals són les subdivisions geogràfic-marítimes, determinades per l'Alt Comandament, que agrupen a subsectors, posts, unitats i establiments navals. Tenen al seu càrrec la concepció, preparació i conducció de les operacions navals dins de la seva jurisdicció. Així mateix, brinden suport logístic a les unitats adscrites, incorporades i destacades sota el seu comandament.
subsectors Navals
Els subsectors navals són àrees determinades per l'Alt Comandament, que agrupen als posts navals.
Tenen al seu càrrec la conducció de les operacions tàctiques, així com l'atorgament del suport logístic a les operacions navals que es desenvolupin en la seva jurisdicció.
Post Naval
Els posts navals són els establiments situats en ports, badies i illes nacionals, que compten amb la infraestructura mínima necessària per recolzar logísticament a les unitats navals.
Poden constituir-se com a bases per a les operacions tàctiques que es desenvolupin; no se'ls consideraran límits geogràfics jurisdiccionals i la seva responsabilitat operativa a la zona marítima serà d'acord amb la capacitat dels mitjans que disposi.
Estaran a càrrec d'un Capità o Oficial destacamentat, subordinat al comandant de zona, sector o subsector naval corresponent.
Unitats de Superfície
Les unitats de superfície de l'Armada de Mèxic, adscrites als comandaments navals, s'agruparan en diferents tipus i classes d'acord amb la seva missió, ocupació tàctica, equipament i sistemes d'armes.
- Flotilla
- Esquadrilla

Unitats d'Infanteria de Marina
Les unitats d'infanteria de marina, adscrites als comandaments navals, s'integren en batallons, forces especials i unes altres que designi l'Alt Comandament.
- Brigada d'Infanteria de Marina.
- Batalló d'Infanteria de Marina.
- Servei de Seguretat d'Infanteria de Marina.

Unitats aeronavals
Les unitats aeronavals, adscrites als comandaments navals, són d'ala fixa o mòbil,
de diferents tipus i classes, enquadrades a bases, estacions i esquadrons aeronavals.
Brigada Naval
Les Brigades Navals són les unitats operatives, pertanyents als comandaments navals, responsables de proporcionar serveis d'índole naval i logístic destinats a satisfer les necessitats de vida i operació de les unitats adscrites o incorporades, establiments i posts navals a fi de coadjuvar al compliment de la missió encomanada al Comandament de qui depenguin; tenint a més com a tasques realitzar operacions d'índole naval militar per coadjuvar al compliment de la missió dels Comandaments Navals. Per la seva forma d'operar, la Brigada Naval pot ser local o mòbil.
Brigada Naval Local.- Les seves tasques seran les següents:
I.- Proporcionar la seguretat a la Caserna General i instal·lacions adscrites al Comandament Naval;
II.- Respondre a les alertes operatives locals que es presentin;
III.- Respondre a les contingències que el Comandament Naval hagi de resoldre i atendre els suports que el mateix hagi de proporcionar, i
IV.- Coadjuvar a les tasques de les Brigades Navals Mòbils.
Brigada Naval Mòbil.- Les seves tasques seran les següents:
I.- Ser l'element disuasivo i força de reacció del Comandament Naval per operar a qualsevol àrea que s'ordeni, i
II.- Respondre a les contingències que els Comandaments Navals hagin de resoldre, quan les capacitats de les seves Brigades Navals Locals siguin depassades.
Para l'anterior, comptarà amb els seus propis serveis a fi de satisfer les seves necessitats de vida i operació.
Orgànica de les Brigades Navals.- Per adaptar-se a les característiques geogràfiques, situació imperant i necessitats operatives de cada Comandament Naval, les Brigades Navals, Locals i Mòbils, tindran una orgànica flexible, constituïda per dues o més Trossos o fracció, al Comandament d'un Oficial o Capità; sobre la base de les següents unitats:
- Cèl·lula.- És l'equip mínim i indivisible d'operació en una Brigada Naval.
- Ranxo.- És la unitat d'instrucció i element fonamental de maniobra en l'operació d'una Brigada Naval i està constituïda per tres Cèl·lules.
- Tros.- És l'element bàsic d'operació en una Brigada Naval i està constituït per tres Ranxos.

Grup d'instrucció.- És el conjunt d'oficials i classes adscrits a les Brigades Navals amb la funció d'instrucció, ensinistrament i entrenament del personal.
Unitats Navals de Protecció Portuària (UNAPROP)
Les UNAPROP són unitats operatives amb la missió de dur a terme accions de vigilància, inspecció i control en funcions de Policia Marítima a l'interior dels recintes portuaris, a fi d'exercir l'autoritat en matèria de Protecció Marítima i Portuària. Aquestes dependran operativa, militar i administrativament dels Comandaments de les Regions, Zones i Sectors Navals, de la jurisdicció on es trobin establerts i s'apegaran a les lleis, reglaments i doctrina d'operació en Matèria de Protecció Marítima i Portuària; així com a les directives que giri l'Estat Major General de l'Armada.
Es creen les Unitats Navals de Protecció Portuària (UNAPROP), en els ports marítims d'Ancorada, B.C.; La Pau, B.C.S.; Guaymas, Són.; Mazatlán, Sense.; Port Vallarta, Jal.; Manzanillo, Col.; Lázaro Cárdenas, Mich.; Acapulco, Gro.; Salina Creu, Oax.; Port Chiapas, Chis.; Port Matamoros, Tamps.; Altamira, Tamps.; Tampico, Tamps.; Tuxpan, Veure.; Veracruz, Veure.; Coatzacoalcos, Veure.; Dues Boques, Tab.; Cd. del Carmen, Cam.; i Progrés, Yuc.

## Plans operatius
Des de 1985 l'Exèrcit i la Força Aèria compten amb tres plans de defensa per a casos específics, que són:
- Pla de Defensa Nacional I (DN-I): Preparació de les forces militars per repel·lir una agressió estrangera. Mai s'ha posat en pràctica a causa que el darrer cop que Mèxic va ser agredit per un exèrcit estranger va ser el 1914, quan les forces armades dels Estats Units van ocupar els ports de Veracruz i Tampico. cal assenyalar que Mèxic es regeix constitucionalment sota el principi de no-intervenció, per la qual cosa cap força militar mexicana pot deixar el territori nacional sense l'autorització del Senat de la República i sense que hi hagi prèvia declaració de guerra. L'última declaració de guerra de Mèxic a nació estrangera va ser el 1942 a Alemanya, Itàlia i el Japó durant la Segona Guerra Mundial en la qual es va participar en els combats del Pacífic amb l'Esquadró 201 de la Força Aèria Mexicana.
- Pla de Defensa Nacional II (DN-II): Preparació de les forces militars per protegir la seguretat interior o combatre la insurrecció interna. Ha estat utilitzat en una sola ocasió el gener de 1994 per contenir a l'Exèrcit Zapatista d'Alliberament Nacional en Chiapas, que des de la declaració unilateral d'alto el foc per part del govern dues setmanes després d'iniciat el conflicte no s'ha tornat a posar en pràctica oficialment.
- Pla de Defensa Nacional III (DN-III o DN-III-I): Defensa en situació de desastre. És el pla més comunament utilitzat per l'Exèrcit i la Força Aèria. La seva primera actuació -molt controvertida- va ser durant els terratrèmols de 1985 en la Ciutat de Mèxic.

Per la seva banda, l'Armada de Mèxic compta amb:
- Pla MARINA: El Pla d'Auxili a la Població Civil va ser establert per l'Armada de Mèxic des de 1959 per a casos de desastre. És la contraparte en l'Armada del Pla DN-III de l'Exèrcit i Força Aèria.[10]
- Sistema de Cerca i Rescat (SAR): Des de 2007 l'Armada de Mèxic va reestructurar la seva participació en la salvaguarda de la vida humana en el mar i va crear un nou mecanisme per millorar la qualitat i l'efectivitat dels seus esforços en aquesta tasca mitjançant el Sistema de Cerca i Rescat i la instal·lació i posada en funcionament d'estacions navals especialitzades en Puerto Vallarta el 4 d'octubre de 2007; Ancorada, Los Cabos, Huatulco, i Isla Mujeres el 16 d'abril de 2008; Acapulco, Mazatlán, Yukalpetén (Yucatán) i Ciutat del Carmen el 16 d'abril de 2009; i La Paz, Guaymas, Puerto Peñal, Tampico i El Mezquital l'1 de juny de 2010.[3]

### Missions d'auxili a la població
L'Exèrcit i la Força Aèria amb el Pla DN-III-I i l'Armada de Mèxic amb el pla MARINA són la cara més visible de les Forces Armades per a la societat mexicana. Exemple d'això són els valuosos esforços el 2005, després dels passos de l'Huracà Stan i de l'Huracà Wilma.

### Missions d'ajuda humanitària
La professionalització i experiència de les Forces Armades de Mèxic amb els plans d'auxili a la població civil al país ha permès que des de 1996 prestin ajuda humanitària a altres 18 nacions, que s'han vist afectades per algun desastre. S'ha realitzat aquesta ajuda a 6 països d'Amèrica Central, 5 d'Amèrica del Sud, 4 del Carib, 1 d'Amèrica del Nord, 1 d'Àsia i 1 d'Oceania. A alguns d'ells fins a en diverses ocasions, com en el cas d'El Salvador, al que s'ha assistit en 6 ocasions.
D'entre les accions d'ajuda humanitària destaquen la prestada als Estats Units per donar suport als damnificats per l'Huracà Katrina i l'Huracà Rita el setembre del 2005; a Indonèsia després del tsunami a principis d'aquest mateix any; i a Haití, després del terratrèmol de gener de 2010.

### Missions contra el narcotràfic

#### Campanyes permanents per a la localització de sembrats de narcòtics
L'Exèrcit Mexicà a partir de 1946 va iniciar la seva col·laboració amb la Policia de Narcòtics de la Secretaria de Salubritat i Assistència (fundada el 1934) i amb la Policia Judicial Federal de la Procuradoria General de la República per a la localització i destrucció de sembrats clandestins de les substàncies restringides pel Codi Sanitari del 8 de juny de 1946 i sancionades com a delictes segons l'establert pel codi penal. Para això, es va establir la campanya permanent 1946-1947 per efectuar aquestes localitzacions en zones de difícil accés.
La Força Aèria es va incorporar a la localització de sembradíos de adormidera a partir de la campanya de 1948-1949. Per reforçar la participació de l'Exèrcit i la Força Aèria, durant la campanya de 1961-1962 es va adquirir equip exprofeso, com a llançaflames, vehicles jeep, helicòpters i avionetes; i a partir de la campanya de 1967-1968 es van començar a utilitzar herbicides per a la destrucció de plantíos.

#### Campanyes permanents contra el tràfic de narcòtics
En 1976 la participació de l'Exèrcit i de la Força Aèria va deixar de ser solament de localització i de destrucció de sembrats clandestins, ja que es va sumar a la intercepció del narcotràfic als Estats Units d'Amèrica que durant la dècada de 1970 s'havia incrementat notòriament. La campanya permanent de 1975-1976 va ser reestructurada completament per la Procuraduría General de la República per investigar als grups criminals que traficaven les drogues als Estats Units d'Amèrica. Es van crear 12 zones operatives al país, es van incorporar sistemes electrònics per a la localització dels plantíos i es van incrementar els vehicles terrestres i aeris. El gener de 1977 es va establir l'Operació Còndor en el nord del país, en la qual participaven les Forces Armades i la Policia Judicial Federal. Les campanyes permanents contra els traficants de narcòtics o narcotraficants entre 1976 i el 18 de novembre de 2007 van llançar les següents baixes oficials de les Forces Armades: L'Exèrcit i la Força Aèria en el seu conjunt han perdut a 2 generals, 13 caps, 94 oficials i 413 elements de tropa, per sumar 522 elements en total. Les baixes han estat durant l'erradicació de plantíos, xocs en carretera, caiguda d'avions i helicòpters, enfrontaments armats, volcadura de camionetes i personal ofegat en maniobres ribereñas o d'alta mar. Per la seva banda, l'Armada ha tingut només 55 baixes en operacions realitzades a les franges costaneres i en accions en aigües territorials.

#### Guerra contra el narcotràfic
Al desembre de 2006 el president Felipe Calderón Hinojosa va iniciar un desplegament de les Forces Armades per combatre els grups delinqüencials o càrtels que es dediquen al tràfic de narcòtics, entre molts altres delictes. A més d'iniciar una reestructuració profunda de la Policia Federal Preventiva per donar pas a la nova Policia Federal. L'Exèrcit i la Força Aèria van organitzar operatius conjunts amb policies federals, estatals i municipals en diferents Estats del país per atacar als diferents càrtels. Els operatius s'han realitzat en els estats de Michoacán, Jalisco, Guerrero, Baixa Califòrnia, Chihuahua, Sinaloa i Durango. En 2007 els operatius es van estendre a Nou León i Tamaulipas. Després d'enfortir la seva estructura orgànica, l'Armada de Mèxic va iniciar operacions més enllà de la seva zona d'influència natural i participa activament amb la seva infanteria de marina en el relleu d'elements de l'Exèrcit i de la Força Aèria.
La lluita entre els càrtels per guanyar les rutes de tràfic als Estats Units i la lluita entre ells i les de les Forces Armades de Mèxic per detenir-los ha generat una violència inusitada al país. El nombre d'assassinats per fets relacionats al narcotràfic és superior als 30.000 en el qual va de la present administració presidencial. Alguns d'aquests han commocionat a l'opinió pública:
- Destaca el primer atemptat terrorista comesa en territori mexicà, el 15 de setembre de 2008, durant les festivitats del Crit d'Independència al centre històric de Morelia, Michoacán, on dues magranes de fragmentació van ser detonades enmig de la multitud, ocasionant la mort de 7 persones i 132 ferits. Dies després són detingudes 3 persones presumptament relacionades amb els fets.[14]
- El d'uns sicaris del càrtel dels Beltrán Leyva, després que fos abatut el seu líder Arturo Beltrán Leyva a la ciutat de Cuernavaca el 16 de desembre de 2008 per elements de la infanteria de marina, van assassinar tota la família d'un dels marins mort com a represàlia.
- Les execucions massives de joves no vinculats al narcotràfic que es trobaven en una festa en Ciutat Juárez al febrer de 2010.
- La mort d'alumnes de postgrau del Tecnològic de Monterrey durant un tiroteig al campus universitari el 19 de març de 2010.
- L'assassinat del candidat del PRI a la gubernatura de Tamaulipas, Rodolfo Torre Cantú, efectuada el 28 de juny de 2010; qui encapçalava les enquestes d'intenció del vot.
- L'execució massiva de 72 immigrants il·legals centreamericans que emigraven cap als Estats Units, els cadàvers dels quals van ser localitzats el 24 d'agost de 2010.
- L'execució de l'exgovernador de l'estat de Colima Silverio Cavazos als afores de la seva casa, efectuada el 21 de novembre de 2010.

## Estructura
Les Forces Armades de Mèxic compten amb una estructura integrada per un comandament suprem, un alt comandament, comandaments superiors i comandaments d'unitats o subordinats.

### Comandament suprem
El Comandant Suprem de les Forces Armades és el President de Mèxic, segons ho estableix la Constitució Mexicana; per l'anterior, la seva insígnia militar és la d'un general de cinc estels, única al país. El Senat de la República és qui autoritza la sortida de tropes del territori nacional. El President nomena i remou lliurement als titulars de les Secretaria de la Defensa Nacional que comanda l'Exèrcit i la Força Aèria i de la Secretaria de Marina que comanda l'Armada i que formen tots dos parteix del seu Gabinet; no obstant això, els ascensos de Generals i Almiralls deuen ser ratificats pel Senat de la República.

### Alt comandament
L'alt comandament de l'Exèrcit i de la Força Aèria Mexicans recau en el titular de la Secretaria de la Defensa Nacional, qui és un militar amb grau de general de divisió a qui se li denomina solament com a "general" o "general secretari"; qui ostenta les insígnies de general de quatre estels. L'alt comandament de l'Armada de Mèxic recau en el titular de la Secretaria de Marina, qui és un marí amb grau d'Almirall.

### Comandaments superiors
En l'Exèrcit, els comandaments superiors són els comandants de les regions i zones militars; en l'Armada són comandaments superiors en cap els titulars de les forces navals i de les regions navals, i comandaments superiors els titulars de les zones navals; en la Força Aèria el comandament superior recau en el Comandant de la Força Aèria.
A més, quan es combinen dos o més forces armades, són comandaments superiors els comandants de les grans unitats terrestres o aèries; els comandants de les unitats conjuntes o combinades; i els comandants de les unitats circumstancials que l'alt comandament determini.

### Comandaments d'unitats o subordinats
En l'Exèrcit existeixen les unitats d'arma (Infanteria, Cavalleria, Artilleria, Blindada i Enginyers); en la Força Aèria les unitats de vol (vol i tropa terrestre); i tots dos, l'Exèrcit i la Força Aèria compten amb les unitats de serveis (Enginyers, Cartogràfic, Transmissions, Materials de Guerra, Transports, Administració, Intendència, Sanitat, Justícia, Veterinària i Remunta, Meteorològic, Control de Vol i Material Aeri). Cada unitat compta amb el seu oficial al comandament.
En l'Armada, els comandaments subordinats són els titulars de sectors, subsectors, bases aeronavals, flotilles, esquadrons aeronavals, unitats de superfície i d'infanteria de marina i uns altres que designi l'alt comandament.

### Escalafó
L'escalafó jeràrquic i els seus equivalents segons cadascuna de les forces, és com segueix:
| Exèrcit Mexicà     | Armada de Mèxic      | Força Aèria Mexicana | Policia Federal   |
| ------------------ | -------------------- | -------------------- | ----------------- |
| Generals           | Almiralls            | Generals             | Comissaris        |
| General de Divisió | Almirall             | General de Divisió   | Comisarío General |
| General de Brigada | Vicealmirall         | General d'Ala        | Comisarío Cap     |
| General Brigadier  | Contraalmirante      | General de Grup      | Comisarío         |
| Caps               | Capitans             | Caps                 | Inspectors        |
| Coronel            | Capità de Navili     | Coronel              | Inspector General |
| Tinent Coronel     | Capità de Fragata    | Tinent Coronel       | Inspector Cap     |
| Major              | Capità de Corbeta    | Major                | Inspector         |
| Oficials           | Oficials             | Oficials             | Oficials          |
| Capità Primer      | Tinent de Navili     | Capità Primer        | Sotsinspector     |
| Capità Segon       | Tinent de Fragata    | Capità Segon         |                   |
| Tinent             | Tinent de Corbeta    | Tinent               | Oficial           |
| Sotstinent         | Guardiamarina        | Sotstinent           | Suboficial        |
| Sotstinent         | Primer Maestre       | Sotstinent           |                   |
| Sotstinent         | Primer Contramaestre | Sotstinent           |                   |
| Sotstinent         | Primer Condestable   | Sotstinent           |                   |
| Cadet              | Cadet                | Cadet                | Cadet             |
| Alumne             | Alumne               | Alumne               | Alumne            |
| Classe             | Classe               | Classe               | Escala Bàsica     |
| Sergent Primer     | Segon Maestre        | Sergent Primer       | Policia Primer    |
| Sergent Primer     | Segon Contramaestre  | Sergent Primer       |                   |
| Sergent Primer     | Segon Condestable    | Sergent Primer       |                   |
| Sergent Segon      | Tercer Maestre       | Sergent Segon        | Policia Segon     |
| Sergent Segon      | Tercer Contramaestre | Sergent Segon        |                   |
| Sergent Segon      | Tercer Condestable   | Sergent Segon        |                   |
| Cap                | Cap                  | Cap                  | Policia Tercer    |
| Cap                | Cap de Canó          | Cap                  |                   |
| Cap                | Cap Forns            | Cap                  |                   |
| Tropa              | Marinería            | Tropa                |                   |
| Soldat             | Mariner              | Soldat               | Policia           |
| Soldat             | Fogonero             | Soldat               |                   |

## Servei Militar Nacional
Tots els ciutadans mexicans homes tenen l'obligació legal de prestar un any de Servei Militar Obligatori en complir els 18 anys, amb l'opció de presentar-la en forma anticipada a partir dels 16 anys. El procediment pel qual es realitza és mitjançant un sorteig públic que es realitza en les oficines de reclutament, on es tramita una Cartilla d'Identitat Militar. Durant el sorteig es nomenen als reclutes o conscriptos per ordre en què es van registrar (primer remisos) i d'una urna es treuen boles blanques, blaves o negres.
- Bola blanca.- Al conscripto que obté una bola blanca li correspon realitzar el Servei Militar Nacional en les unitats de l'Exèrcit o de la Força Aèria Mexicans. Es considera que el conscripto compleix amb el servei, enquadrat.
- Bola blava.- Al conscripto que obté la bola blava li correspon fer-ho en les unitats de l'Armada de Mèxic. Es considera que el conscripto compleix amb el servei, enquadrat.
- Bola negra.- El conscripto que obté la bola negra compleix a disponibilitat.

Pels conscriptos que queden enquadrats en alguna de les forces armades (boles blanques i blaves) tenen l'obligació d'assistir al seu ensinistrament tots els dissabtes a partir del mes de febrer i fins al primer dissabte del mes de desembre de l'any que li correspongui. Existeix la possibilitat de complir mitjançant programes de servei civil com l'alfabetització o l'entrenament esportiu.
Pels conscriptos que queden a disponibilitat (boles negres) queden baix control de la Secretaria de la Defensa Nacional, a través de les comandàncies de Regions i Zones Militars, però sense haver de sotmetre's a l'entrenament militar o a les seves opcions civils.
Des de 2000 les dones també poden prestar com enquadrades el Servei Militar Nacional de forma voluntària.
En concloure el Servei Militar en qualsevol de les seves modalitats s'expedeix una Fulla d'Alliberament que s'annexa la Cartilla d'Identitat Militar, la qual acredita el compliment del Servei Militar Nacional. Aquest document és el que es coneix com a Cartilla del Servei Militar Nacional. Constitueix, a més, un dels documents bàsics per als ciutadans mexicans homes i va ser obligatori presentar-la per a l'expedició del passaport. El lliurament de la cartilla alliberada es fa normalment en complir els dinou anys. En cas d'incompliment, el lliurament es retarda i es considera que el conscripto és remiso.
En deixar de ser la cartilla amb la Fulla d'Alliberament un requisit per expedir passaports i poder sortir del país, el nombre d'homes mexicans que no tramiten la seva cartilla o que no realitzen el servei enquadrats, anomenats conscriptos remisos, ha crescut exponencialment al país i no hi ha sanció de cap tipus per no presentar aquesta obligació.

## Drets Humans
Donada la major participació de les Forces Armades en la Guerra contra el Narcotràfic durant la presidència de Felipe Calderón Hinojosa, han augmentat les queixes per violacions dels drets humans dels ciutadans mexicans. Així mateix, han augmentat les recomanacions emeses pels organismes defensors de drets humans.
La Secretaria de la Defensa Nacional, per atendre les queixes i recomanacions emeses per la Comissió Nacional de Drets Humans, va crear en 1991 la Secció de Drets Humans en la Procuraduría General de Justícia Militar. Actualment funciona la Direcció general de Drets Humans, que també atén les queixes i recomanacions de la Comissió Interamericana de Drets Humans i la Cort Interamericana de Drets Humans.
Així mateix, la Secretaria de Marina va crear l'Adreça de Drets Humans el 16 nov. 2008, com a part de la seva Unitat Jurídica.
Davant la Comissió Nacional de Drets Humans, durant l'administració de Felipe Calderón Hinojosa, fins al 25 d'agost de 2010, s'han presentat 4,167 queixes per presumptes violacions comeses per personal militar. D'elles s'han desprès 62 recomanacions. La Secretaria de la Defensa Nacional ha acceptat la totalitat de les recomanacions, de les quals 41 encara s'està integrant o estar per integrar l'esbrinament previ corresponent. Els processos derivats de les recomanacions s'han investigat a 227 militars (cap general, 21 caps, 37 oficials i 169 elements de tropa). D'ells solament s'han sentenciat a 7 i se'ls ha processat jurídicament a 42. La resta, 178 militars, solament tenen la qualificació d'indiciados en els processos encara en procés de recerca.